# Calconiscellus zanerae
Calconiscellus zanerae là một loài chân đều trong họ Trichoniscidae. Loài này được Brian miêu tả khoa học năm 1956.